# 塞尔瓦扎诺-登特罗
塞尔瓦扎诺-登特罗（義大利語：Selvazzano Dentro），是意大利威尼托大区帕多瓦省的一个市镇。总面积19.58平方公里，人口22172人，人口密度1132.4人/平方公里（2009年）。国家统计（ISTAT）代码为028086。